# Східногерманські мови

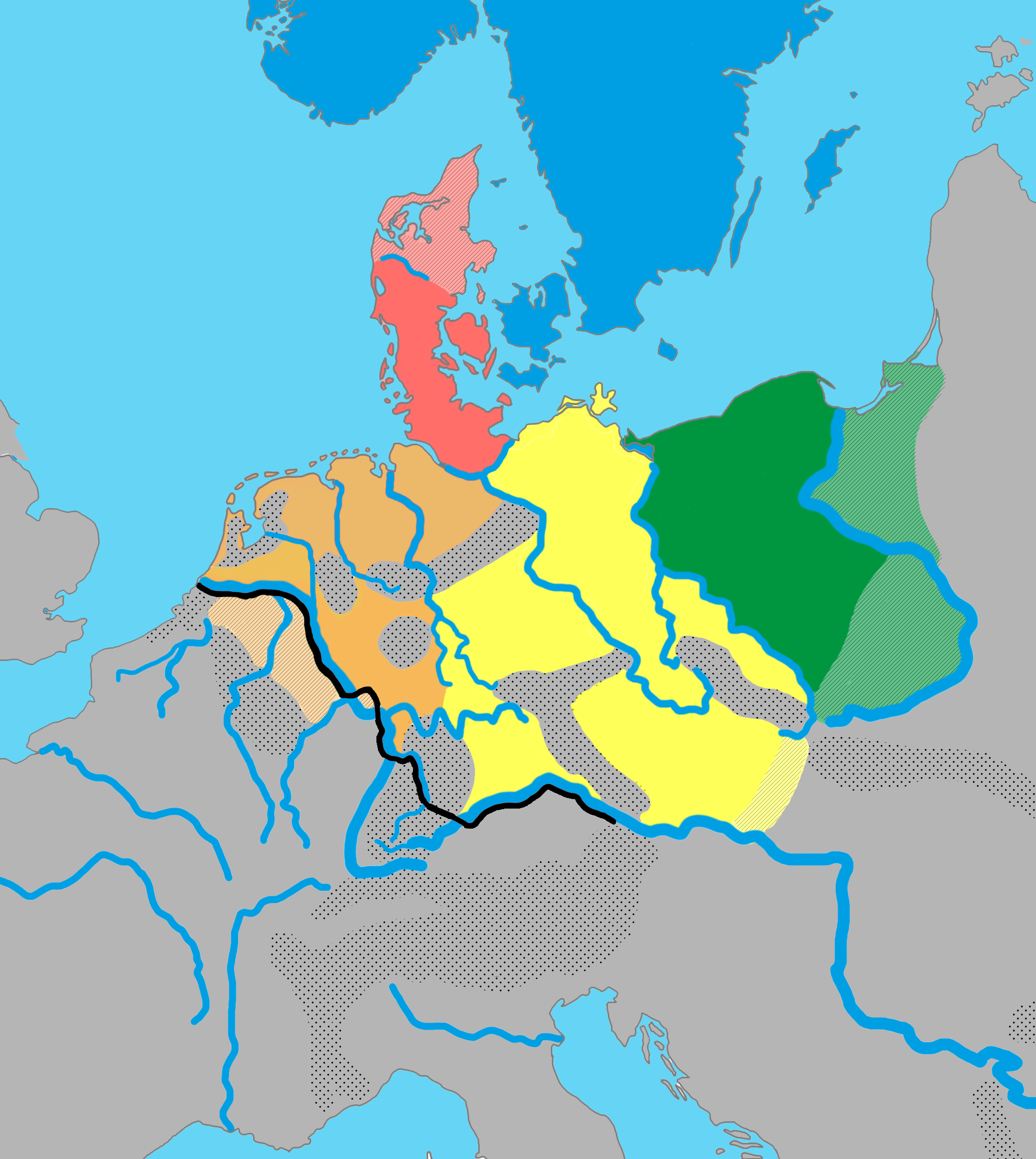
Розподіл первинних германських діалектних груп 1 року н. е.:
Північногерманські
Інгвеонські
Іставеонські
Ірмінонські
Східногерманські

Східногерманські мови — група мертвих германських мов, якими розмовляли східні германські племена. Серед них тільки готська мала власне письмо. Спорідненою з готською була мова кримських готів, яка зберігалася найдовше, і тексти якою теж залишилися. Про інші мови, які відносять до цієї групи, відомо мало. Гіпотетично до східногерманських мов належали мови вандалів, бургундів, герулів та інших племен, що заселяли східну частину Європи в першому тисячолітті. Раніше вважалося, що до східногерманських належала мова лангобардів, але зараз її відносять до західногерманських, виходячи з аналізу сучасної ломбардської мови.
Висновок про поділ германців на окремі мовні групи роблять на основі свідчень Помпонія Мели, Плінія Старшого та Тацита. Судячи з того, що писали Йордан, Прокопій Кесарійський, Павло Диякон, східногерманські мови споріднені з північногерманськими, що свідчить про початкове переселення східних германських племен зі Скандинавії в землі на схід від Ельби.

## Історія
Східногерманські мови, ймовірно, були поширені на півночі Центральної Європи, особливо на території сучасної Польщі, і, можливо, стали першою гілкою, яка відокремилася від прагерманської мови у першому тисячолітті до нашої ери.
Протягом багатьох років найменш суперечливою теорією походження германських (включаючи східногерманські) мов була так звана гіпотеза гото-нордичного походження: вони виникли в епоху бронзової доби у Південній Скандинавії та вздовж узбережжя найпівнічніших частин Німеччини.
На початку I століття нашої ери, згідно з писаннями Помпонія Мели, Плінія Старшого та Тацита, германомовні народи поділялися на великі групи, які мали спільне походження та культуру. (Цей поділ зберігся в сучасній термінології для опису поділу германських мов.)
На основі свідчень Йордана, Прокопія, Павла Диякона та інших, а також лінгвістичних, топонімічних і археологічних даних, східногерманські племена, носії східногерманських мов, споріднені з північногерманськими племенами, мігрували зі Скандинавії в регіони, що лежать на схід від Ельби. Насправді скандинавський вплив на Померанію та сучасну північну Польщу з приблизно 1300–1100 рр. до н.е. (підперіод III нордичної бронзової доби) був настільки значним, що цей регіон іноді включають до культури нордичної бронзової доби.
Також існують археологічні та топонімічні свідчення, які дозволяють припустити, що бургунди проживали на данському острові Борнхольм (давньоскандинавською: Burgundaholmr), а руги мешкали на норвезькому узбережжі Ругаланду (давньоскандинавською: Rygjafylki).

## Виноски
1. ↑  The Penguin atlas of world history, Hermann Kinder and Werner Hilgemann; translated by Ernest A. Menze; with maps designed by Harald and Ruth Bukor. Harmondsworth: Penguin Books. ISBN 0-14-051054-0, 1988. Volume 1, p. 109.